# Grand Prix Formule 1 van Frankrijk 1978
De Grand Prix Formule 1 van Frankrijk 1978 werd gehouden op 2 juli 1978 in Paul Ricard.

## Uitslag
| Positie | Nummer | Rijder                | Team               | Ronden | Tijd/Opgave         | Startplaats | Punten |
| ------- | ------ | --------------------- | ------------------ | ------ | ------------------- | ----------- | ------ |
| 1       | 5      | Mario Andretti        | Lotus-Ford         | 54     | 1:38:51.92          | 2           | 9      |
| 2       | 6      | Ronnie Peterson       | Lotus-Ford         | 54     | +2,93 s             | 5           | 6      |
| 3       | 7      | James Hunt            | McLaren-Ford       | 54     | +19,8 s             | 4           | 4      |
| 4       | 2      | John Watson           | Brabham-Alfa Romeo | 54     | +36,88 s            | 1           | 3      |
| 5       | 27     | Alan Jones            | Williams-Ford      | 54     | +41,81 s            | 14          | 2      |
| 6       | 20     | Jody Scheckter        | Wolf-Ford          | 54     | +54,53 s            | 7           | 1      |
| 7       | 26     | Jacques Laffite       | Ligier-Matra       | 54     | +54,74 s            | 10          |        |
| 8       | 35     | Riccardo Patrese      | Arrows-Ford        | 54     | +1:24.88            | 12          |        |
| 9       | 8      | Patrick Tambay        | McLaren-Ford       | 54     | +1:27.06            | 6           |        |
| 10      | 3      | Didier Pironi         | Tyrrell-Ford       | 54     | +1:29.98            | 16          |        |
| 11      | 16     | Hans-Joachim Stuck    | Shadow-Ford        | 53     | +1 Ronde            | 20          |        |
| 12      | 12     | Gilles Villeneuve     | Ferrari            | 53     | +1 Ronde            | 9           |        |
| 13      | 9      | Jochen Mass           | ATS-Ford           | 53     | +1 Ronde            | 25          |        |
| 14      | 31     | René Arnoux           | Martini-Ford       | 53     | +1 Ronde            | 18          |        |
| 15      | 36     | Rolf Stommelen        | Arrows-Ford        | 53     | +1 Ronde            | 21          |        |
| 16      | 10     | Keke Rosberg          | ATS-Ford           | 52     | +2 Rondes           | 26          |        |
| 17      | 19     | Vittorio Brambilla    | Surtees-Ford       | 52     | +2 Rondes           | 19          |        |
| 18      | 11     | Carlos Reutemann      | Ferrari            | 49     | +5 Rondes           | 8           |        |
| NF      | 30     | Brett Lunger          | McLaren-Ford       | 45     | Motor               | 24          |        |
| NF      | 14     | Emerson Fittipaldi    | Fittpaldi-Ford     | 43     | Ophanging           | 15          |        |
| NF      | 18     | Rupert Keegan         | Surtees-Ford       | 40     | Motor               | 23          |        |
| NF      | 33     | Bruno Giacomelli      | McLaren-Ford       | 28     | Motor               | 22          |        |
| NF      | 1      | Niki Lauda            | Brabham-Alfa Romeo | 10     | Motor               | 3           |        |
| NF      | 4      | Patrick Depailler     | Tyrrell-Ford       | 10     | Motor               | 13          |        |
| NF      | 17     | Clay Regazzoni        | Shadow-Ford        | 4      | Elektrisch probleem | 17          |        |
| NF      | 15     | Jean-Pierre Jabouille | Renault            | 1      | Motor               | 11          |        |
| NQ      | 37     | Arturo Merzario       | Merzario-Ford      |        |                     |             |        |
| NQ      | 22     | Derek Daly            | Ensign-Ford        |        |                     |             |        |
| NQ      | 25     | Héctor Rebaque        | Lotus-Ford         |        |                     |             |        |

## Statistieken
| Pole-position | John Watson      | Brabham-Alfa Romeo | 1:44.41 |
| Snelste ronde | Carlos Reutemann | Ferrari            | 1:48.56 |

## Noot
- Dit was de tiende Grand Prix-winst voor Mario Andretti.

1906 · 1907 · 1908 · 1912 · 1913 · 1914 · 1921 · 1922 · 1923 · 1924 · 1925 · 1926 · 1927 · 1928 · 1929 · 1930 · 1931 · 1932 · 1933 · 1934 · 1935 · 1936 · 1937 · 1938 · 1939 · 1947 · 1948 · 1949 · 1950 · 1951 · 1952 · 1953 · 1954 · 1956 · 1957 · 1958 · 1959 · 1960 · 1961 · 1962 · 1963 · 1964 · 1965 · 1966 · 1967 · 1968 · 1969 · 1970 · 1971 · 1972 · 1973 · 1974 · 1975 · 1976 · 1977 · 1978 · 1979 · 1980 · 1981 · 1982 · 1983 · 1984 · 1985 · 1986 · 1987 · 1988 · 1989 · 1990 · 1991 · 1992 · 1993 · 1994 · 1995 · 1996 · 1997 · 1998 · 1999 · 2000 · 2001 · 2002 · 2003 · 2004 · 2005 · 2006 · 2007 · 2008 · 2018 · 2019 · 2021 · 2022